# Redoute de Merville
La redoute de Merville est un ancien édifice militaire, construit sous Louis XVI en 1779, qui se dresse sur la commune française de Merville-Franceville Plage dans le département du Calvados, en région Normandie.
La redoute fait l’objet d’une inscription au titre des monuments historiques par arrêté du 30 mars 1978.

## Historique
Le projet de construction de trois redoutes est adopté en janvier 1779. Ce système de défense doit assurer la protection du littoral contre les incursions anglaises.
La redoute de Merville doit surveiller l'embouchure de l'Orne, celle de Ouistreham les passes de la rivière. Le troisième édifice doit contrôler la fosse de Colleville qui peut permettre le mouillage de gros navires. Seule la redoute de Merville a été conservée dans son intégralité, celle de Colleville a été partiellement détruite .
Achevée en 1780 elle est constamment occupée et entretenue jusqu'à la chute du premier empire en 1815. Sous la monarchie de Juillet, après des années de négligence elle est sommairement remise en état et une bretèche est édifiée au-dessus de l'entrée. Vers les années 1870 à 1880 elle sert de poste de douanes avant d'être vendue à un particulier. Les nombreux descendants de ce dernier laissent de nouveau la redoute à l'abandon.
Pendant la Seconde Guerre mondiale, elle est incorporée au dispositif allemand du mur de l'Atlantique et entourée d'un réseau de bunkers et de casemates formant le « Stützpunkt (point d'appui lourd) Franceville West, codé Stp 05 ».
Après la guerre la redoute tombe en ruine. Elle est rachetée par les Domaines en 1979 après avoir été classée par les Monuments Historiques l'année précédente.
La restauration du site commence en 1983 par un débroussaillage qui révèle l'importance de l'ouvrage et l'ampleur du travail à effectuer . Elle s'achève en 2022.

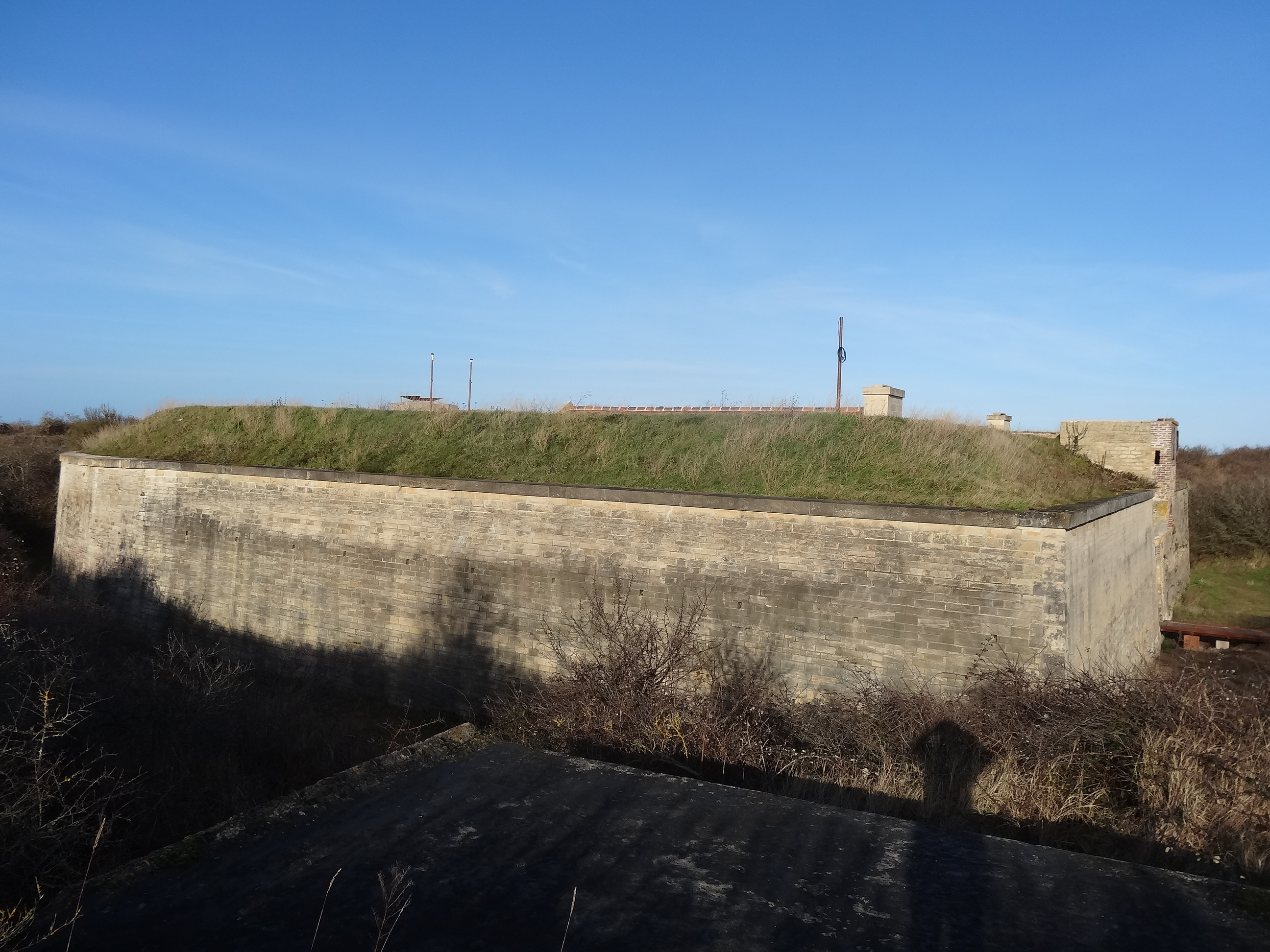
Vue du sud-ouest
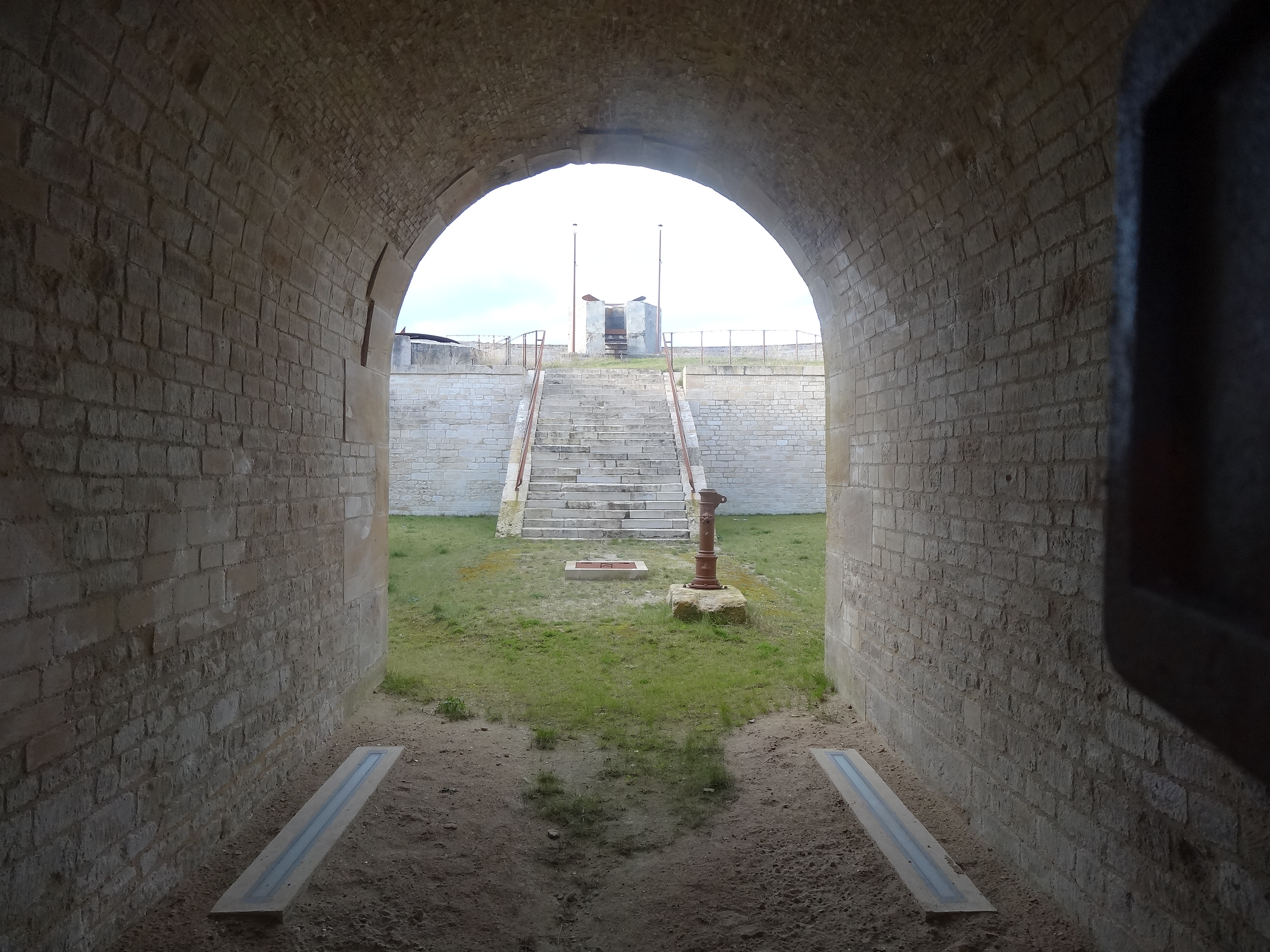
Passage voûté, unique accès à l'intérieur

## Description
La redoute est une petite forteresse semi-enterrée construite selon le projet préconisé par Vauban lors de sa visite en 1699. En forme de  fer à cheval elle était entourée de fossés où l'eau s'engouffrait à marée haute quand l'édifice était complètement cerné par les flots. Depuis le XIXe siècle la zone dunaire de la Pointe de Merville s'est étendue vers le large. En 1940 La redoute était déjà complètement isolée dans les dunes.
L'entrée se fait au sud-est par un portail surmonté de la bretèche en brique rajoutée en 1840. Cette unique entrée s'ouvre sur un passage voûté qui permet de franchir le rempart formé par un énorme talus de 5,50mètres de hauteur soutenu de chaque côté par des murs en pierre de Ranville.
Prévue pour la surveillance et la défense du littoral, la redoute était équipée de deux canons de 24, d'un mortier et d'un magasin à poudre . Trente hommes et un officier pouvaient être logés à l'intérieur des bâtiments. La plateforme installée dans l'arrondi de l'édifice permet de contrôler toute la baie. Les deux tobrouks installés par les Allemands pendant la deuxième guerre mondiale ont été conservés sur la plate-forme.

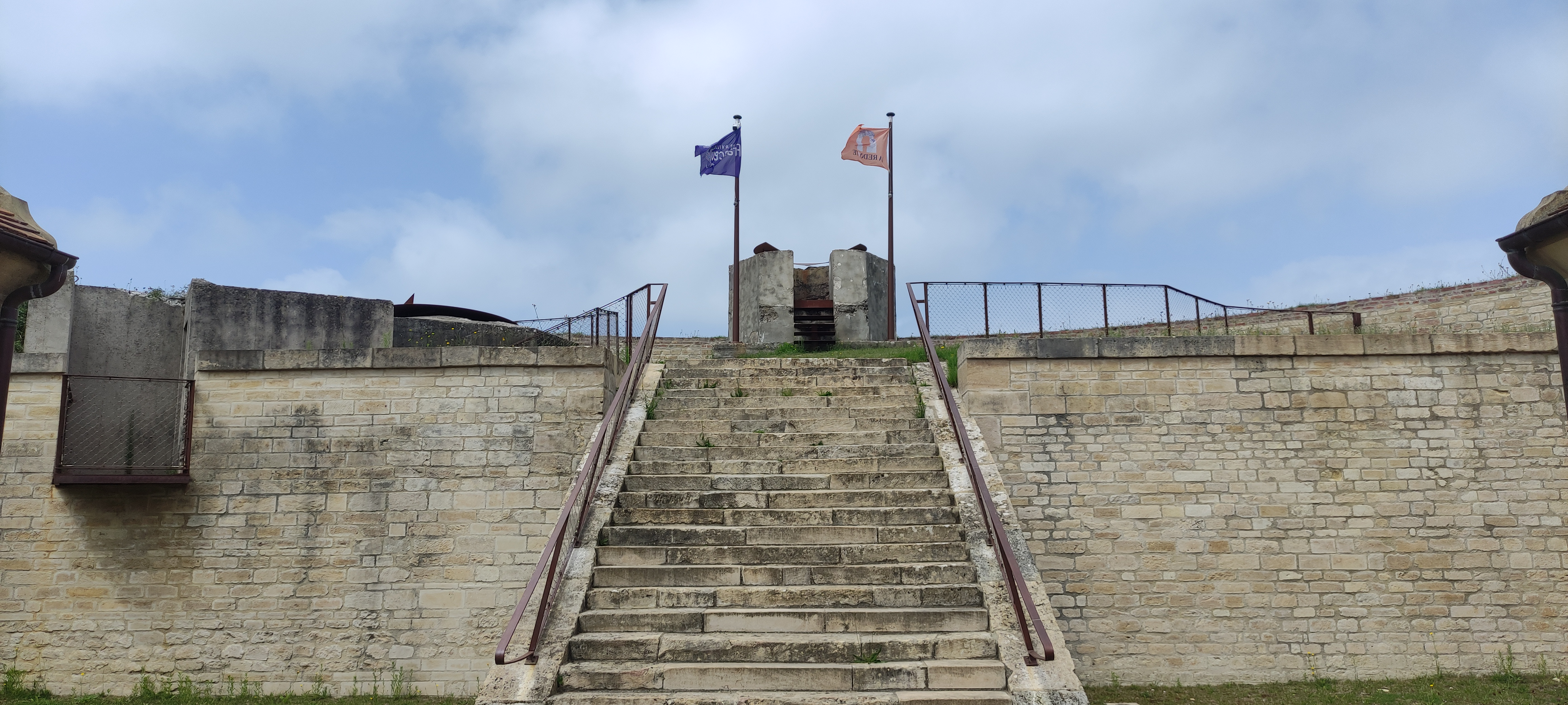
Escalier vers la plateforme en juillet 2025.
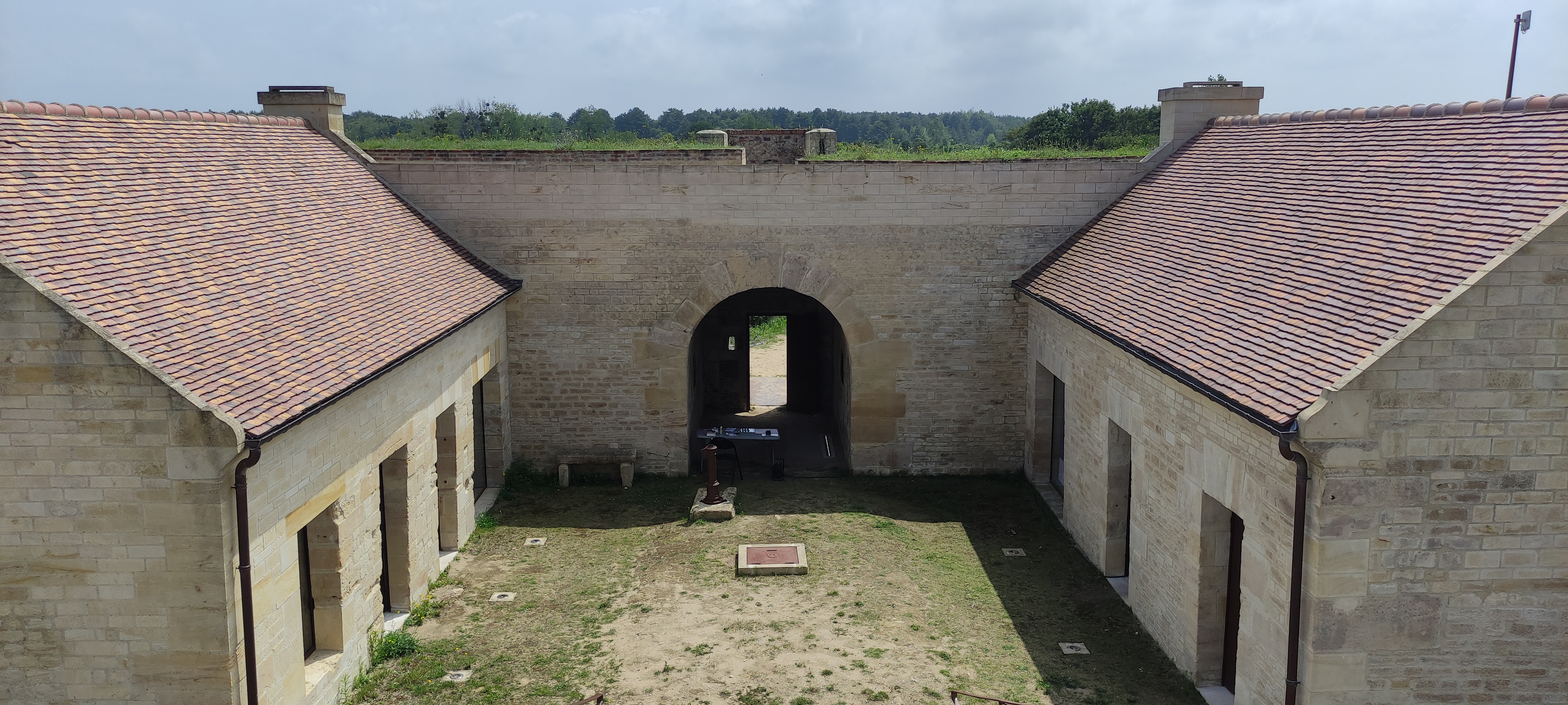
Cour en juillet 2025.
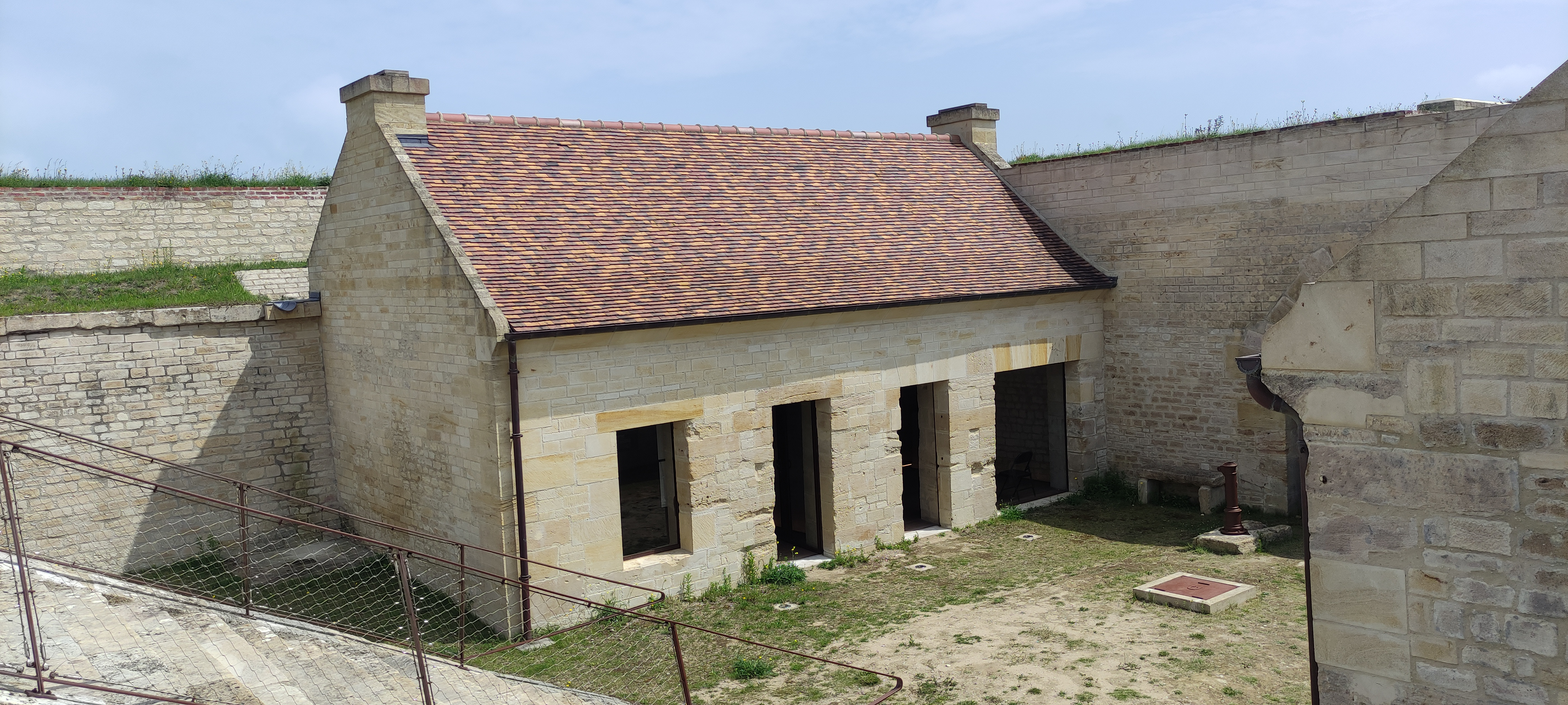
Logements des gardes et des canonniers en juillet 2025.
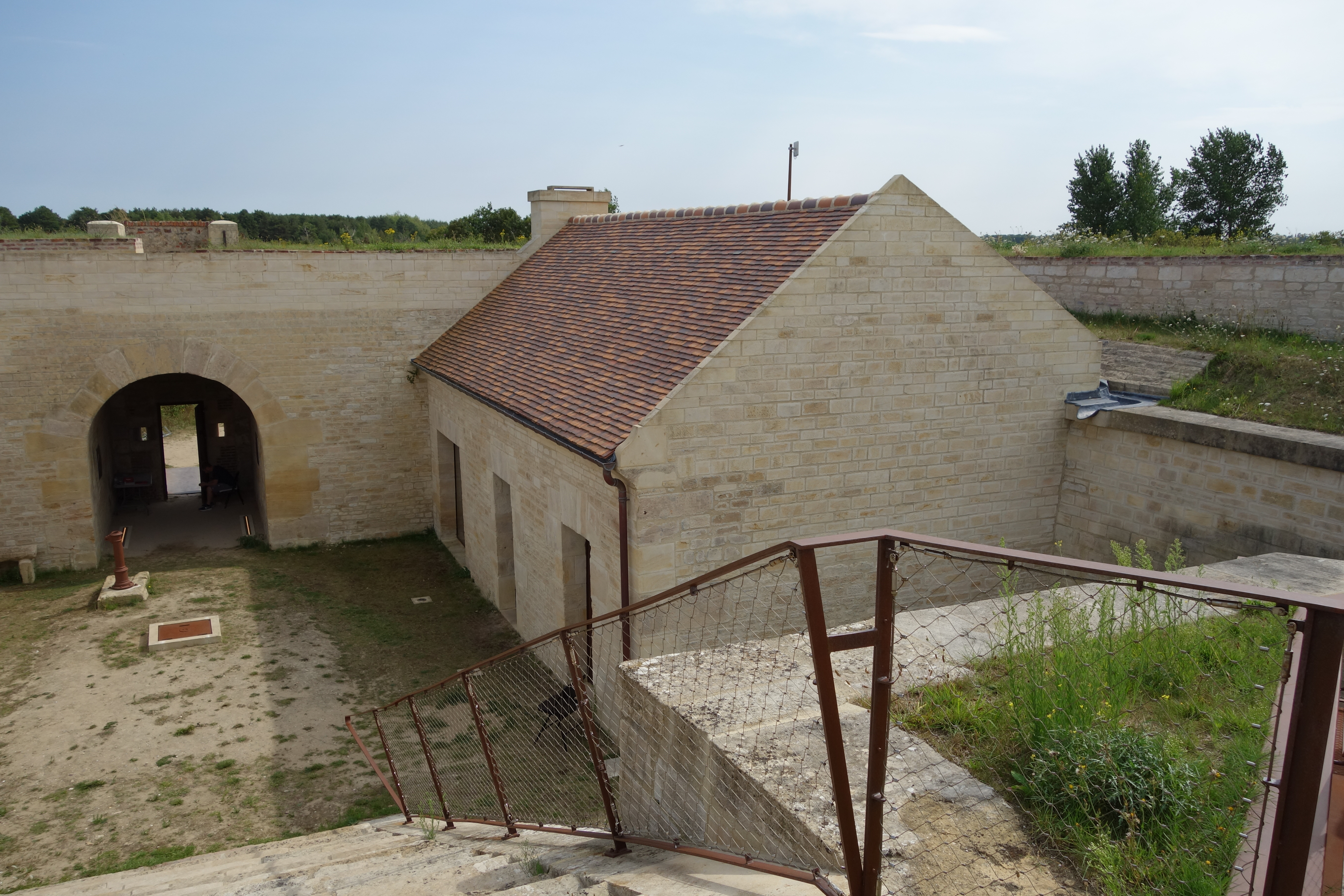
Corps-de-garde et magasin à poudre en juillet 2025.
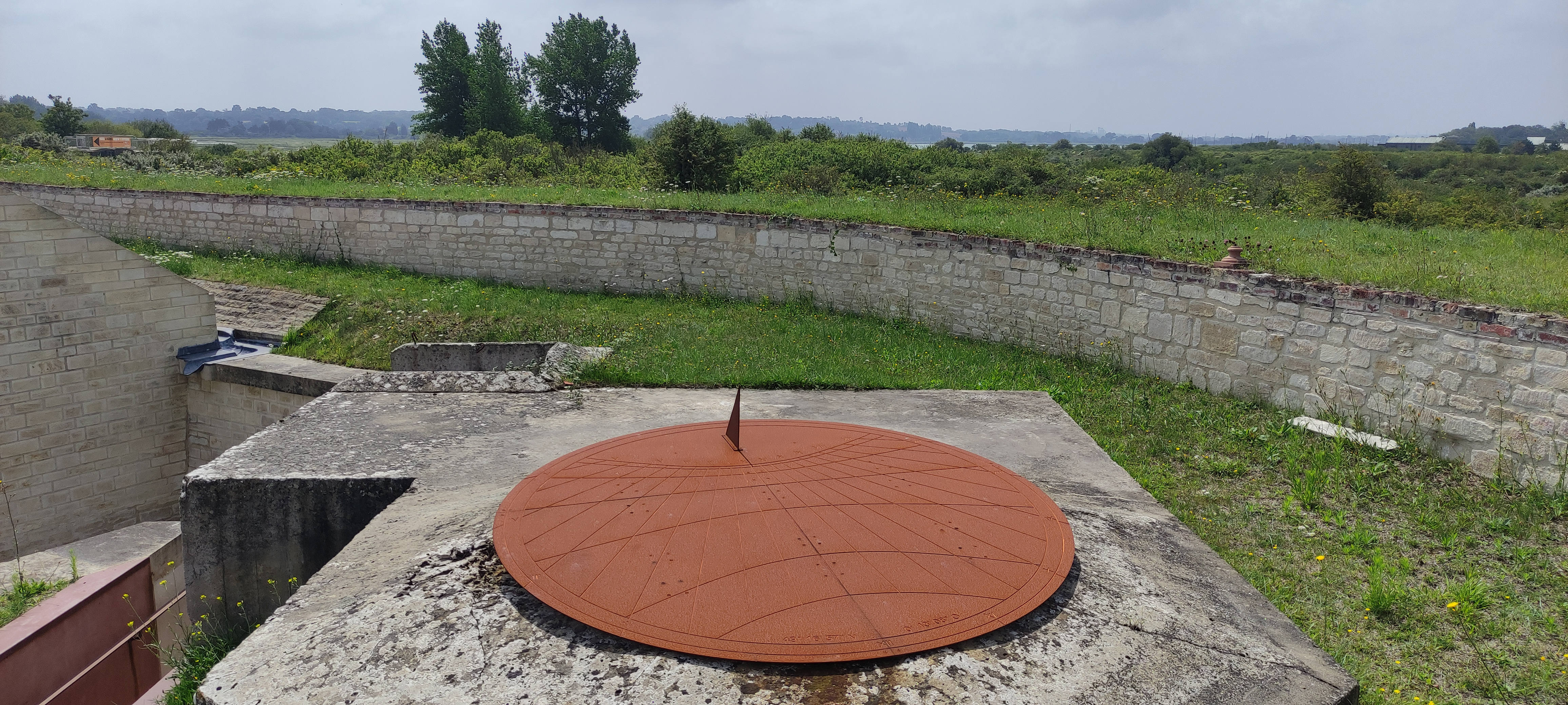
Cadran solaire en juillet 2025.